# Großweiffendorf
Großweiffendorf ist ein Dorf im Innviertel in Oberösterreich und gehört zur Gemeinde Mettmach im Bezirk Ried im Innkreis. Die Ortschaft hat 271 Einwohner (Stand 2024) und gehört zur gleichnamigen Katastralgemeinde Großweiffendorf.

## Geografie

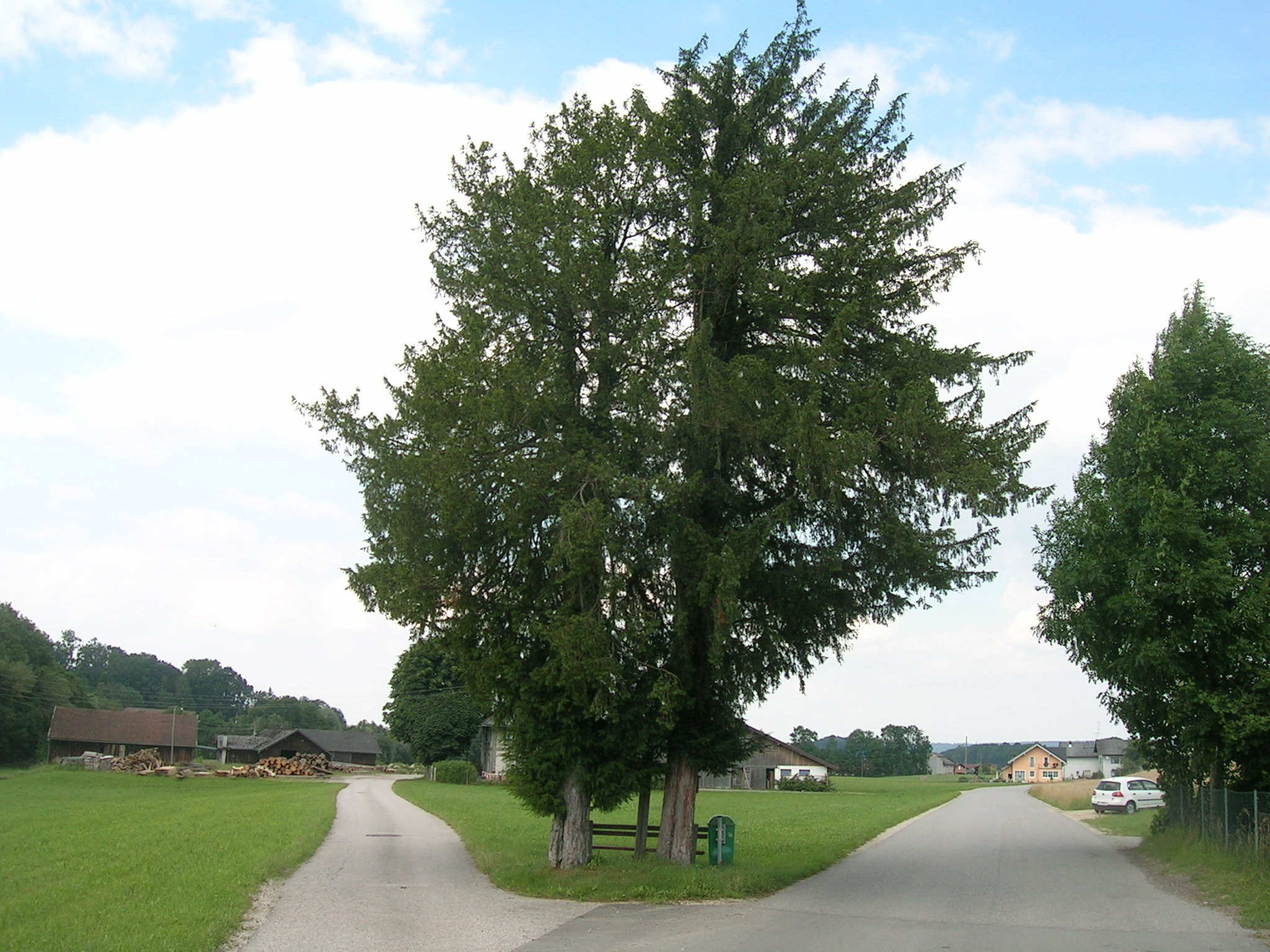
Eiben in Großweiffendorf

Der Ort befindet sich 3 Kilometer südlich von Mettmach und ca. 13 Kilometer westlich von Ried im Innkreis. Der Ort am Nordrand des sogenannten Reinthallerholzes, der Ausläufer des Kobernaußerwaldes ist.
Im Ortskern vereinigen sich der rechte Altbach und der linke Grubmühlbach zur nordwärts abfließenden Mettmacher Ache, die in weiterer Folge in die Waldzeller Ache mündet. Am Grubmühlbach wurde, aufgrund der Überschwemmungen 2002, ein Hochwasserrückhaltebecken mit einem Einzugsgebiet von 17 km2 und in einer Größe von ca. 280.000 m3 Speicherkapazität errichtet.
An der Sägewerkseinfahrt steht eines der drei Naturdenkmäler von Mettmach – zwei Eiben.
Wegen der zentralen Lage innerhalb der Gemeinde wurde der Ort zum wichtigen Nahversorgerstandort.

### Nachbarorte
|                                                | Oberdorf (R)                                | Kleinreith (R) |
| Kleinweiffendorf (R)                           | Kompassrose, die auf Nachbargemeinden zeigt | Neulendt (ZH)  |
| Kleinschnaidt (R) (Gem. Aspach) (Bez. Braunau) | Arnberg (R)                                 |                |

## Geschichte
siehe auch: Sitz Weiffendorf
Die Siedlung dürfte nach dem 10. Jahrhundert (1007) entstanden sein, als man das umgebende Waldgebiet rodete. Der Sitz Weiffendorf wurde im 13. Jahrhundert das erste Mal erwähnt und gehörte zum Bistum Bamberg. 1439 wird erwähnt, dass Weiffendorf von den Kuchlern an die Friedburger verkauft wurde. Seitdem war der Ort steuerpflichtig an Friedburg. In einer Beschreibung des Edelsitzes von 1558 wird ein Bräuhaus erwähnt. Daraus kann man schließen, dass schon Anfang des 16. Jahrhunderts in Weiffendorf Bier gebraut worden ist. Die Brauerei wurde Mitte des 20. Jahrhunderts allerdings geschlossen.
Weiffendorf war ursprünglich Teil des Gerichtsbezirks Mauerkirchen, wechselte dann zum Landgericht Friedburg, und gehörte von 1789 bis 1809 wieder zu Mauerkirchen. 1810 war der Sitz kurz Bestandteil des Landgerichts Ried. Von 1816 bis 1854 war der Ort Teil vom Gerichtsbezirk Mauerkirchen, ehe er ab 1854 endgültig zum LG Ried im Innkreis gehörte.
Großweiffendorf hatte im Jahr 1788 25 Häuser, 1832 26 Häuser und im Jahr 1900 41 Häuser.
Bevölkerungsentwicklung
| Jahr | Einwohner |
| ---- | --------- |
| 1800 | 138       |
| 1832 | 161       |
| 1890 | 230       |
| 1900 | 210       |

Im Jahr 1960 wurden in der Schottergrube am Viehberg Teile eines Mastodons (Gomphotherium) gefunden, die ca. 10 Millionen Jahren alt sind.
Heute ist Großweiffendorf, mit ca. 300 Einwohnern, nach dem Ort Mettmach, das größte Dorf in der Gemeinde Mettmach.

## Freizeit
- Im Ortskern befindet sich ein öffentlicher Kinderspielplatz.
- Im Zentrum ist der Startpunkt von drei Wanderwegen des Projektes Bewegungsarena Mettmach.
- Im Winter wird ein Langlaufloipe, von Großweiffendorf ausgehend, gespurt.
- Im Zuge des Feuerwehrfestes wird jedes Jahr ein Puch-Treffen veranstaltet.

### Vereine
- FF Großweiffendorf
- Oldtimergruppe der FF Großweiffendorf
- Kegelclub Großweiffendorf
- Viehbergteifen
- Pro Juventute – betreibt in Großweiffendorf ein Kinderheim

## Nachweise
1. ↑  Wasserverband Ache – Rückhaltebecken Grubmühlbach.
2. ↑  Marktgemeinde Mettmach (Hrsg.): Mettmach – Leben mit Kultur, Heimatbuch der Marktgemeinde (2011), Seiten 94–97. ISBN 978-3-902684-20-2